# Parafia Najświętszego Serca Pana Jezusa w Kobylnicy
Parafia pw. Najświętszego Serca Pana Jezusa w Kobylnicy – parafia należąca do dekanatu Słupsk Zachód, diecezji koszalińsko-kołobrzeskiej, metropolii szczecińsko-kamieńskiej. Została utworzona 1 czerwca 1961 roku przez biskupa Wilhelma Plutę. Siedziba parafii mieści się przy drodze krajowej 21 Słupsk – Miastko. Parafię od początku jej istnienia obsługują Księża Salezjanie (SDB).

## Miejsca święte

### Kościół parafialny
Kościół pw. Najświętszego Serca Pana Jezusa w Kobylnicy

### Kościoły filialne i kaplice
- Kościół pw. Wniebowzięcia Najświętszej Maryi Panny w Sierakowie Słupskim[1]
- Kaplica pw. Matki Bożej Wspomożenia Wiernych w Łosinie[1]
- Punkt odprawiania Mszy św. w Bolesławicach[1]

## Duszpasterze

### Proboszczowie
| Proboszczowie               | Okresy urzędowania w Parafii | Źródła |
| --------------------------- | ---------------------------- | ------ |
| Lucjan Koźlik SDB           | 1951–1968                    | [ 1 ]  |
| Jan Sposób SDB              | 1968–1974                    | [ 1 ]  |
| Tadeusz Rzeźnicki SDB       | 1974–1980                    | [ 1 ]  |
| Michał Kłoda SDB            | 1980–1989                    | [ 1 ]  |
| Witold Szulczyński SDB      | 1989–1991                    | [ 1 ]  |
| Bolesław Woźny SDB          | 1991–1993                    | [ 1 ]  |
| Mieczysław Wądrychowicz SDB | 1993–1994                    | [ 1 ]  |
| Józef Borawski SDB          | 1994–1999                    | [ 1 ]  |
| Krzysztof Wilkos SDB        | 1999–2005                    | [ 1 ]  |
| Eugeniusz Łodyka SDB        | 2005–2011                    | [ 1 ]  |
| Wojciech Pettke SDB         | 2011–2020                    | [ 1 ]  |
| Marek Konkol SDB            | od 2020                      |        |